# مطيافية
المطيافية (Spectroscopy) هي علم التآثر بين الإشعاع (سواء كان كهرومغناطيسيا أو إشعاع جسيمات) مع المادة والتي تشمل الذرات والجزيئات.
أما قياس الطيف (القياسات الطيفية) فهو قياس هذه التآثرات الناتجة عن عملية امتصاص شعاع كهرومغناطيسي أو انبعاث شعاع كهرومغناطيسي أو تبعثر (تشتت) للطيف الكهرومغناطيسي، والأجهزة التي تقوم بهذه القياسات التي تدعى مطياف أو راسم طيفي.

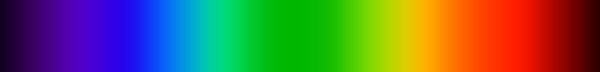
الضوء الأبيض يتكون من طيف مركب مختلف الألوان.

تصدر المادة طيفا عند امتصاصها لطاقة؛ فمثلا إذا قمنا بتسخين قطعة من الحديد فإنها تحمر أولا ثُم يتغير لونها بارتفاع درجة الحرارة فتصبح برتقالية اللون، وإذا زادت درجة حرارتها فيميل وميضها إلى الاصفرار. كل هذا يسمى طيفا. وكذلك يمكنك التسبب في احمرار قطعة الحديد إذا ما قمت بطرقها بمطرقة مع مواصلة عملية الطرق حتى تحمر، ذلك لأنها تمتص جزءا من طاقة الطرق (طاقة الحركة) وتحوله إلى حرارة وتلك الحرارة تجعلها تصدر وميضا هو الطيف.
إذا قمنا بتحليل طيف قطعة الحديد وصورناه على فيلم تصوير فإننا نجده مكون من خطوط من الضوء متوازية متراصة بين خطوط حمراء فخطوط برتقالي فخطوط صفراء، هذا هو طيف قطعة الحديد الساخنة؛ ويظهر في هيئة خطوط ضوئية لونية لأنها تمثل انتقالات لإلكترونات الحديد بين مستويات الطاقة المختلفة للإلكترونات في ذرة الحديد، وعند انتقال إلكترون من مستوى طاقة في الذرة عالي إلى مستوى طاقة منخفض فهو يصدر شعاع ضوء له طاقة تعادل الفرق بين طاقتي المستويين في الذرة.
كذلك عندما نقوم بتسخين قطعة من النحاس فهي تصدر أيضا طيفا ضوئيا، ولكن خطوط طيفها تكون مختلفة عن خطوط طيف قطعة الحديد الساخن (اختلاف في أطوال الموجات الضوئية الصادرة (فوتونات) بسبب اختلاف البنية الإلكترونية الذرية في المادتين. فمن طيف الحديد نتعرف على الحديد ومن طيف النحاس نتعرف على النحاس. والجهاز الذي يُحَلِّل تلك الأطياف ويظهر خطوطها يسمى مطياف.
بجهاز المطياف يمكننا التعرف على المواد عن طريق تحليل أطيافها.

## كيف ينشأ الطيف

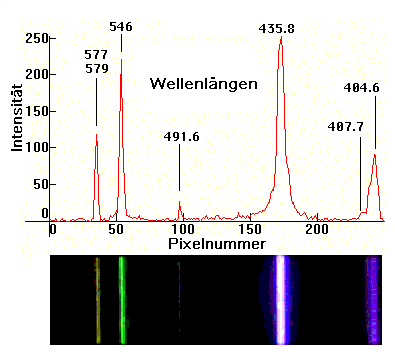
طيف مصباح الزئبق، صورته آلة تصوير خلف موشور. (عدد البكسلات يتناسب مع طول موجة شعاع الضوء)

سنأخذ مثال الطيف الضوئي الذي نعرفه لضوء الشمس. تحتوي الشمس في معظمها على عنصر الهيدروجين. هذا الهيدروجين في درجات حرارة عالية بحيث يقفز إلكترون ذرة الهيدروجين إلى مستوى طاقة عالية في ذرة الهيدروجين. أي أن الإلكترون يكون مثارا أو ذرة الهيدروجين تكون مثارة بحيث أن ذرة الهيدروجين لا تستطيع البقاء مثارة طوال الوقت؛ فبعد فترة وجيزة يعود الإلكترون إلى مستواه الأرضي - إلى مستوى طاقة أقل - بعدما يتخلص من جزء من الطاقة التي تسببت في إثارته. تلك الطاقة التي يتخلص منها هي الفرق بين طاقته أثناء الإثارة وطاقته بعد هبوطه إلى مستوى طاقة أقل في ذرة الهيدروجين. ويطلق تلك الطاقة في هيئة شعاع ضوء. ويكون لدى شعاع الضوء تردد متناسبا مع طاقته. أي إذا كانت طاقة الشعاع عالية كان تردد موجته عالية، وإذا كانت طاقة الشعاع منخفضة يكون تردد موجة الشعاع منخفضة.
قد يعود إلكترون ذرة الهيدروجين من مستوى طاقة رقم 5 إلى مستوى تحته مثالا إلى مستوى طاقة رقم 3؛ أو قد يعود إلى مستوى طاقة رقم 2 إلى المستوى الأرضي رقم 1. في كل تلك الحالات تختلف كمية الطاقة التي تصدر من كل قفزة من تلك القفزات عن الأخرى، وتبدو كخطوط طيف على حائل عندما تنكسر على موشور.
إذا قمنا في المعمل بتسخين الصوديوم مثلا إلى درجة عالية نجد أنه يشع ضوءا أصفرا برتقاليا، وإذا قمنا بتحليل طيفه هذا لوجدنا أن له خطوط طيف تختلف عن خطوط طيف الهيدروجين. الاختلاف يظهر كاختلاف في ترددات الأشعة الصادرة من الصوديوم عن ترددات الأشعة الصادرة من الهيدروجين. فكل عنصر كيميائي له بصمة هي طيفه؛ ويمكن التعرف على العنصر من طيفه (بصمته).
وطيف عنصر يمكن رسمه في رسم بياني يعطي العلاقة بين شدة خطوط الطيف ووتردداتها، أو طول موجة خط الطيف. والعلاقة بين تردد شعاع ضوء (موجة كهرومغناطيسية) {\displaystyle \nu \,} وطاقته
{\displaystyle E\,} تعطى بالمعادلة:
{\displaystyle E=h\cdot \nu \,}
حيث {\displaystyle h\,} ثابت بلانك.
أساس فهمنا لتكوين الطيف يعود إلى نموذج بور لذرة الهيدروجين. وبواسطة هذا النموذج يمكن تفسير امتصاص الذرة وإصدارها فوتونات (أشعة ضوئية) عند انتقال الإلكترون بين مستويات الطاقة المختلفة في الذرات. الطاقة الممتصة وبالتالي الطاقة الصادرة {\displaystyle \Delta E\,} متعلقة بمستوى الطاقة الابتدائي في الذرة {\displaystyle E_{n}\,} ومستوى الطاقة النهائي {\displaystyle E_{m}\,} فيها. في ميكانيكا الكم نميز طبقات الطاقة هذه بأنها حالات كمومية.
وتنطبق عليها المعادلة:
{\displaystyle \Delta E=E_{n}-E_{m}=h\cdot \nu \,}
وعندما يكون الفرق {\displaystyle E_{n}>E_{m}\,} موجبا، تكون الحالة حالة إصدار شعاع، وإذا كان الفرق سالبا، أي {\displaystyle E_{n}<E_{m}\,} كانت الحالة حالة امتصاص شعاع (امتصاص فوتون).
وبنيات كل طيف تشير إلى الطاقات المختلفة التي يستطيع عنصر امتصاصها أو إشعاعها (إصدارها). كميات الطاقة هذه تعادل الفرق بين طاقات المستويات المختلفة في العينة. ويعتمد طيف عنصر ما على تركيزه في العينة وعلى الانتقالات المسموحة لانتقال الإلكترون فيه.

## استخداماتها

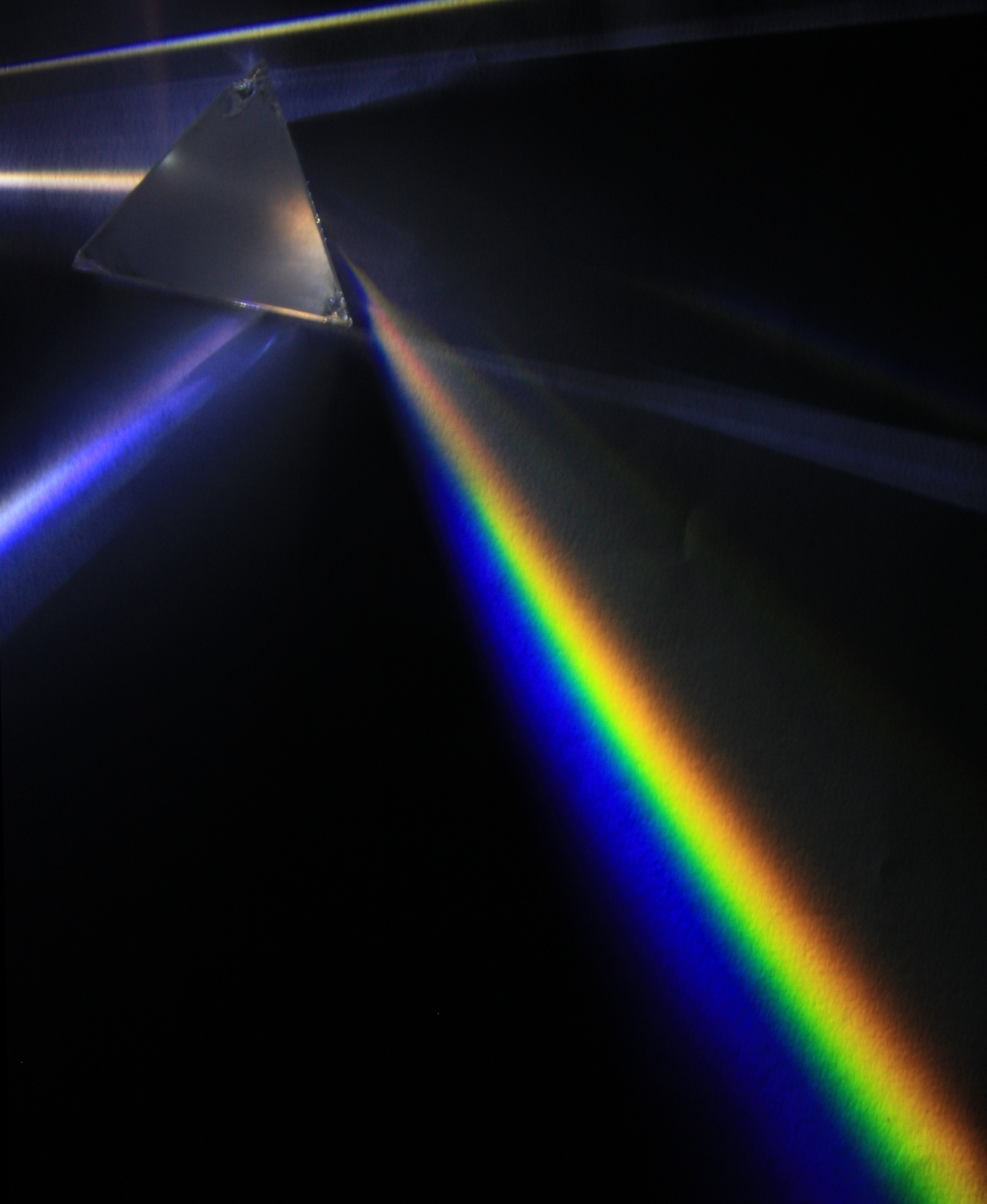
تحليل الضوء الأبيض بواسطة المنشور إلى ألوان هو مثال على المطيافية

موقع حيز الطيف المرئي في طيف الموجات الكهرومغناطيسية في الوسط في حيز ضيق. أشد الأشعة طاقة هي أشعة غاما (يسار). الترقيم العلوي يعطي تردد الشعاع بالهرتز والترقيم السفلي للطيف الكلي يعطي طول الموجة بالمتر.

تاريخيا، أشير للمطيافية على أنها أحد فروع العلوم الذي يستخدم فيه الضوء المرئي لدراسة بنيات المادة وللتحليل النوعي والكمي لها. وكان نصرا كبيرا عند معرفة مكونات الشمس من مجرد تحليل طيف ضوئها، ونحن هنا على الأرض، فنعرف أنها في معظمها تتكون من الهيدروجين مع قليل من الهيليوم (نحو 4%) وقليل من الليثيوم (أقل من 1%). (يوجد في قلب الشمس أيضا الحديد والعناصر الأخرى كالكربون والأكسجين والنتروجين وغيرها بنسبة صغيرة ولكن الحديد على الأخص لا يظهر على السطح. سطح الشمس هو الذي يصدر الضوء الذي نتلقاه منها وهو مكون من الهيدروجين والهيليوم والليثيوم). كان ذلك نصرا عظيما للمطيافية. وبتطبيق الطريقة على النجوم وجدنا أن أغلبها يماثل الشمس في تكوينها وطيفها؛ إلا أن للنجوم أجيال وأجيال ولهذا تختلف أطيافها عن طيف الشمس. وهذا الموضوع له متخصصيه في علم الفلك.
ثم توسع تعريف المطيافية بعد إدخال وتطوير تقنيات جديدة لإنتاج الأشعة، مثل الأشعة السينية والأشعة الراديوية وأشعة الرادار واكتشفنا أشعة غاما التي تصدرها بعض الذرات. واتضح لنا أن الطيف أعرض بكثير من الحيز الضيق الذي نسميه الطيف المرئي؛ فكلها أنواع من الأشعة الكهرومغناطيسية ولكنها تختلف فيما تحمله من طاقة. أشدها طاقة هي أشعة غاما.
المطيافية تستخدم غالبا في الكيمياء الفيزيائية والتحليلية للتحليل النوعي والكمي للمواد الكيميائية سواء كانت ذرية باستخدام الأطياف الذرية لتلك العناصر أو لتحليل الجزيئات. يتم ذلك بتسليط الأشعة المرئية على العينة أو أشعة فوق البنفسجية أو أشعة تحت الحمراء للتفاعل معها، إذ تمتص منها بعض ذرات العنصر، وقياس ما يصدر منها من ضوء أو موجات كهرومغناطيسية. وابتكرت أنواع مختلفة من المطيافات، فمنها مطيافية الأشعة فوق البنفسجية ومطيافية الأشعة تحت الحمراء ومطيافية إلكترون أوجيه، ومطيافية الانبعاث الضوئي، وغيرها.
وابتكرت أنواع تستخدم أيضا بكثرة في علم الفلك والاستشعار عن بعد. تزود التلسكوبات الكبيرة دوما بمطياف أو مطيافات مختلفة لقياس إما التركيب الكيميائي أو الخواص الفيزيائية للأجرام الفلكية أو قياس السرعات حسب انزياح دوبلر لخطوطهم الطيفية.